# Dobrudža
Dobrudža (romunsko Dobrogea, bolgarsko Добруджа; romunsko Dobrogea; ukrajinsko Задунав'я, latinizirano: Zadunav"ya; turško Dobruca; doberujsko tatarsko Tomrîğa) je geografska in zgodovinska regija v jugovzhodni Evropi, ki je od 19. stoletja razdeljena med ozemlji Bolgarije in Romunije. Leži med spodnjim tokom reke Donavo in Črnim morjem ter vključuje delto Donave, romunsko obalo in najsevernejši del bolgarske obale. Dobrudžo sestavljata severna Dobrudža, ki pripada Romuniji in južna Dobrudža, ki je del Bolgarije. Pred letom 1940 je kratek čas v celoti spadala k Romuniji.
Ozemlje romunske regije Dobrudža je organizirano kot okrožji Constanța in Tulcea, s skupno površino 15.588 km² in od leta 2021 nekaj manj kot 850.000 prebivalcev. Njena glavna mesta so Constanța, Tulcea, Medgidia in Mangalia. Dobrudžo predstavljajo delfini v grbu Romunije.
Bolgarska regija Dobrudža je razdeljena med oblasti Dobrič in Silistra, obsega pa tudi nekaj vasi/naselij Razgradske pokrajine: Konevo, Rainino, Terter in Madrevo ter General Kantardžievo (oblast Varna). Regija ima skupno površino 7566 km², s skupaj leta 2021 približno 250.000 ljudmi. Glavni mesti sta Dobrič in Silistra, upravni središči istoimenskih oblasti.

## Etimologija
Najbolj razširjeno mnenje med učenjaki je, da je izvor izraza Dobrudža v turški prevodu imena bolgarskega vladarja iz 14. stoletja, despota Dobrotica. Običajno je bilo, da so Turki poimenovali države po enem od svojih zgodnjih vladarjev (na primer, bližnjo Moldavijo so Turki poznali kot Bogdana Iflaka, poimenovanega po Bogdanu I.). Upoštevane so bile tudi druge etimologije, vendar nikoli niso bile splošno sprejete.
Abdolonyme Ubicini je verjel, da ime pomeni 'dobre dežele', izpeljano iz slovanskega dobro, mnenje, ki ga je prevzelo več učenjakov iz 19. stoletja. Zdi se, da je ta izpeljava v nasprotju z običajnim opisom Dobrudže kot suhe nerodovitne dežele iz 19. stoletja; razloženo je bilo kot izražanje stališča Rutenov, ki so smatrali delto Donave v severni Dobrudži za pomemben napredek v primerjavi s stepami na severu.ref>A. Ischirkoff, Les Bulgares en Dobroudja, p. 4, attributes this opinion to Camille Allard, Ami Boué, Heinrich Brunn</ref> I. A. Nazarettean združuje slovansko besedo s tatarsko budjak ('kotiček') in tako predlaga etimologijo 'dober kotiček'.
Različico, ki se ujema s sodobnimi opisi, je predlagal Kanitz, ki je ime povezal z bolgarsko dobrice ('skalnat in neproduktiven teren'). Po mnenju Gheorgheja I. Brătianuja je ime slovanska izpeljanka iz turške besede Bordjan ali Brudjars, ki se nanaša na turške Prabolgare; ta izraz so uporabljali tudi arabski pisci.
Eno najzgodnejših dokumentiranih uporab imena najdemo v turški pripovedi Oghuz-name iz 15. stoletja, kjer se pojavlja kot Dobruja-éli. Posesivna pripona el-i je nakazovala, da je dežela pripadala Dobrotici (دوبرجه v izvirni osmanski turščini). Izguba končnega delca v turškem svetu ni nenavadna, podoben razvoj je opaziti v imenu Aydın, prvotno Aydın-éli. Druga zgodnja uporaba je v latinskem prevodu Laonika Halkondilovih Zgodovina iz 16. stoletja, kjer je izraz Dobroditia uporabljen za izvirno grško 'Dobrotitsino deželo' (Δοβροτίκεω χώρα). V 17. stoletju je bila regija omenjena v več poročilih, pri čemer so tuji avtorji uporabljali prevode, kot so Dobrucia, Dobrutča, Dobrus, Dobruccia, Dobroudja, Dobrudša in druge.
Sprva je ime pomenilo le stepo južnega območja, med gozdovi okrog Babadaga na severu in črto Silistra–Dobrič–Balčik na jugu. Sčasoma je bil izraz razširjen na severni del in delto Donave. V 19. stoletju so nekateri avtorji s tem imenom označevali le ozemlje med najjužnejšim krakom Donave (Sv. Jurij) na severu in dolino Karasu (danes Kanal Donava–Črno morje) na jugu.

## Geografija
Razen delte Donave, močvirnega območja, ki je v njenem severovzhodnem kotu, je Dobrudža gričevnata s povprečno nadmorsko višino približno 200–300 metrov. Najvišja točka je vrh Țuțuiatu (Greci) v gorovju Măcin, visok 467 m. Dobruška planota pokriva večino romunskega dela Dobrudže. Ludogorska planota je v Bolgariji. Jezero Razelm je eno najpomembnejših jezer v Severni Dobrudži.
Dobrudža leži v zmerno celinskem podnebju; lokalno podnebje določa dotok oceanskega zraka s severozahoda in severovzhoda ter celinskega zraka iz vzhodnoevropske nižine. Relativno planotast teren Dobrudže in njena gola lega omogočata dotok vlažnega, toplega zraka spomladi, poleti in jeseni s severozahoda ter pozimi severnega in severovzhodnega polarnega zraka. Črno morje tudi vpliva na podnebje v regiji, zlasti znotraj 40–60 kilometrov od obale. Povprečne letne temperature se gibljejo od 11 °C v notranjosti in ob Donavi do 11,8 °C na obali in manj kot 10 °C v višjih delih planote. Obalna regija Južne Dobrudže je najbolj sušen del Bolgarije z letno količino padavin 450 milimetrov.
Dobrudža je vetrovno območje, nekoč znano po mlinih na veter. Veter je približno 85–90 % vseh dni; običajno prihaja s severa ali severovzhoda. Povprečna hitrost vetra je približno dvakrat višja od povprečja v Bolgariji. Zaradi omejene količine padavin in bližine morja so reke v Dobrudži običajno kratke in z majhnim pretokom. Regija ima več plitvih obmorskih jezer s somornico.

## Zgodovina

### Prazgodovina
Ozemlje Dobrudže so ljudje naselili že od srednjega in zgornjega paleolitika, kot dokazujejo ostanki v Babadagu, Slavi Kerčezi in Enisali. Paleolitski ljudje so izdelovali orodje iz sileksa in jedli sadje, ribe in druge lovljene živali. V tem obdobju so odkrili ogenj, na njegovem koncu pa lok s puščicami in čoln, izklesan iz drevesnega debla. V jamah, vključno z Gura Dobrogei, so našli orodje. V neolitiku so ozemlje zasedali pripadniki kulture Hamandžija (poimenovane po vasi na obali Dobrujan), Boianske kulture in Karanovske kulture V. Ob koncu 5. tisočletja pr. n. št. se je pod vplivom nekaterih egeo-sredozemskih plemen in kultur v regiji pojavila kultura Gumelniţa. V eneolitiku se je prebivalstvo Kurganske kulture, ki se je selilo s severa Črnega morja, pomešalo s prejšnjim prebivalstvom in ustvarilo kulturo Cernavodă I. Pod vplivom Kurganske II je nastala kultura Cernavodă II. S kombinacijo kulture Cernavodă I in Ezero se je razvila kultura Cernavodă III. Regija je imela komercialne stike s sredozemskim svetom od 14. stoletja pr. n. št., kar dokazuje Mikenski meč, odkrit v Medgidiji, vendar z rezervo, ki jo je zahtevalo pomanjkanje trdnih dokazov o poreklu/proizvajalcu takih oklepov.

### Antična zgodovina
V zgodnji železni dobi (8.–6. stoletje pr. n. št.) je prišlo do povečane diferenciacije lokalnih getskih plemen od tračanske mase. V drugi polovici 8. stoletja pred našim štetjem so se na obali zaliva Halmiris (danes Sinojsko jezero) pojavili prvi znaki trgovskih odnosov med domorodnim prebivalstvom in Grki.
Leta 657/656 pred našim štetjem so starogrški kolonisti iz Mileta v regiji ustanovili kolonijo: Histrijo. V 7. in 6. stoletju pr. n. št. je bilo na dobruški obali ustanovljenih več grških kolonij (Callatis, Tomis, Dionisopolis, Partenopolis, Aphrodisias, Eumenia itd.). V 5. stoletju pred našim štetjem so bile te kolonije pod vplivom Delske lige, ki je v tem obdobju prešla iz oligarhije v demokracijo. V 6. stoletju pred našim štetjem so v regijo začele vstopati prve skitske skupine. Dve getski plemeni, Crobyzi in Terizi, ter mesto Orgame (Argamum) je na ozemlju sedanje Dobrudže omenil Hekatej iz Mileta (540–470 pr. n. št.).
Leta 514/512 pr. n. št. je perzijski kralj Darej I. med svojo ekspedicijo proti Skitom, ki so živeli severno od Donave, podredil Gete, ki so živeli v regiji. Približno leta 430 pr. n. št. je Odriško kraljestvo pod vodstvom Sitalkesa razširilo svojo oblast na ustja Donave. Leta 429 pr. n. št. so Geti iz regije sodelovali v odriškem pohodu v Makedonijo. V 4. stoletju pred našim štetjem so Skiti pod svojo oblast zavzeli Dobrudžo. V letih 341–339 pr. n. št. se je eden od njihovih kraljev, Atej, bojeval proti Histri, ki jo je podpiral Histrianorum rex (verjetno lokalni getski vladar). Leta 339 pr. n. št. so Makedonci premagali kralja Ateja pod vodstvom kralja Filipa II., ki je nato razširil svojo oblast nad Dobrudžo.
Leta 313 pr. n. št. in ponovno v letih 310–309 pr. n. št. so se grške kolonije pod vodstvom Kalatisa ob podpori Antigona I. Monoftalma uprle makedonski vladavini [potreben citat] Upore je zadušil Lizimah, diadoh iz Trakije, ki je prav tako začel vojaški pohod na Dromiheta, vladarja Getov severno od Donave, leta 300 pr. n. št. V 3. stoletju pred našim štetjem so kolonije na dobruški obali plačevale davek basileusu Zalmodegikosu in Moskonu, ki sta verjetno vladala severni Dobrudži. V istem stoletju so se Kelti naselili na severu regije. Leta 260 pr. n. št. je Bizanc izgubil vojno s Kalatisom in Histrijo za nadzor nad Tomisom. Konec 3. stoletja pred našim štetjem in v začetku 2. stoletja pred našim štetjem so se Bastarni naselili na območju delte Donave. Okoli leta 200 pr. n. št. je tračanski kralj Zoltes večkrat vdrl v regijo, vendar ga je Rhemaxos, ki je postal zaščitnik grških kolonij, premagal.
Zdi se, da so zgodnji grški učenjaki, kot je Herodot, regijo obravnavali kot jugozahodni podaljšek Skitije – tej praksi je sledil tudi napis iz 2. stoletja pr. n. št. Skitija. Vendar se zdi, da je toponim Μικρά Σκυθία (Mikra Skitia), običajno preveden kot Mala Skitija, postal ime za regijo, pozneje znano kot Dobrudža. Najzgodnejšo znano uporabo Mikra Skythia najdemo v Strabonovi zgodnji Geografiji (1. stoletje n. št.). Grki so jo tako očitno razlikovali od Velike Scitije, ki je ležala severno od delte Donave.
Okrog leta 100 pr. n. št. je pontski kralj Mitridat VI. razširil oblast nad grškimi mesti v Dobrudži. Vendar so v letih 72–71 pr. n. št., med tretjo mitridatovo vojno, ta mesta zasedle sile Marka Terencija Varona Lukula, rimskega prokonzula Makedonije. Med grškimi kolonijami in Rimsko republiko je bil podpisan foederati, vendar so se v letih 62–61 pr. n. št. kolonije uprle. Gaj Antonij Hibrida je posredoval, vendar so ga v bitki pri Histriji premagali Geti in Bastarni. Po letu 55 pr. n. št. je Dačansko kraljestvo pod kraljem Burebisto osvojilo Dobrudžo in vse grške kolonije na obali.

### Rimska vladavina
Leta 28/29 pr. n. št. je Rholes, getski vladar iz južne Dobrudže, podprl makedonskega prokonzula Marka Licinija Krasa v njegovi akciji proti Bastarnam. Rholes, ki ga je Oktavijan razglasil za prijatelja in zaveznika rimskega ljudstva, je pomagal Krasu pri osvajanju držav Dapyx (v osrednji Dobrudži) in Zyraxes (na severu regije). Dobrudža je postala vazal kraljestva Odrisov, medtem ko so grška mesta na obali prišla pod neposredno oblast guvernerja Makedonije.
Leta 6 n. št. je bila ustanovljena rimska provinca Mezija, ko se omenja njen guverner, Caecina Sever, [30] vendar je Dobrudža pod imenom Ripa Thraciae ostala del Odriškega kraljestva. Grška mesta na obali so tvorila praefectura orae maritimae.
V letih 12 in 15 našega štetja je getskim vojskam za kratek čas uspelo osvojiti mesti Egis in Troesmis, vendar ju je odriški kralj Remetalk I. premagal s pomočjo rimske vojske.
Leta 46 našega štetja je Trakija postala rimska provinca in ozemlja sedanje Dobrudže so bila vključena v provinco Mezijo. Geto-Dačani so v 1. stoletju našega štetja večkrat vdrli v regijo, zlasti med letoma 62 in 70. V istem obdobju je bilo oporišče rimske donavske flote (classis Flavia Moesica) prestavljeno v Noviodunum (sodobna Isaccea). Prefektura je bila priključena Meziji leta 86 našega štetja. Istega leta je Domicijan razdelil Mezijo, pri čemer je bila Dobrudža vključena v vzhodni del, Moesia Inferior.
Pozimi 101–102 je dačanski kralj Decebal vodil koalicijo Dačanov, Karpijcev, Sarmatov in Burov v napadu na Spodnjo Mezijo. Invazijsko vojsko so rimske legije pod cesarjem Trajanom porazile na reki Jantri. (Pozneje je bil tam ustanovljen Nicopolis ad Istrum v spomin na zmago.) Zavojevalci so bili poraženi tudi v bližini sodobne vasi Adamclisi v južnem delu Dobrudže. Slednjo zmago je obeležil spomenik Tropaeum Traiani, zgrajen leta 109 na tem mestu in ustanovitev istoimenskega mesta. Po letu 105 sta bili XI. legija Claudia in V. legija Macedonica premaknjeni v Durostorum oziroma v Troesmis.
Leta 118 je v regiji posredoval Hadrijan, da bi pomiril sarmatski upor. Leta 170 so Kostoboki vdrli v Dobrudžo in napadli Libido, Ulmetum in Tropaeum. Provinca je bila na splošno stabilna in uspešna do krize v 3. stoletju, ki jo je povzročila oslabitev obrambe in številni barbarski vpadi. V gotski vojni (248-253) je koalicija Gotov pod kraljem Knivo opustošila Dobrudžo. Napadi barbarov so sledili leta 258, 263 in 267. Leta 269 je flota zavezniških Gotov, Herulov, Bastarnov in Sarmatov napadla mesta na obali, vključno s Tomisom. Leta 272 je Avrelijan porazil Karpijce severno od Donave in jih del naselil v bližini Karzija. Isti cesar je končal krizo v ??Rimsko cesarstvo|Rimskem cesarstvu]] in tako pomagal pri obnovi province.
Med Dioklecijanovo vladavino je bila Dobrudža administrativno organizirana kot ločena provinca, imenovana Mala Skitija, del škofije Trakija. Njeno glavno mesto je bil Tomis. Dioklecijan je ustvaril Legio II Herculia in Legio I Iovia ter ju namestil v Troesmisu oziroma Noviodunumu. V letih 331–332 je Konstantin I. Veliki premagal Gote, ki so napadli provinco. Toda Dobrudžo so Ostrogoti ponovno opustošili leta 384–386. Pod rimskimi cesarji Licinijem, Julijanom Odpadnikom in Valensom so bila mesta v regiji popravljena ali ponovno zgrajena.

#### Bizantinska oblast
Po delitvi Rimskega cesarstva je bila Dobrudža vključena v Vzhodno rimsko cesarstvo. Med letoma 513 in 520 je regija sodelovala v uporu proti Anastaziju I.. Njen vodja Vitalijan, doma iz Zaldape v Južni Dobrudži, je pri Kaliakri premagal bizantinskega generala Hipatija. Med vladavino Justina I. so Anti in Slovani vdrli v regijo, vendar jih je German Justin premagal. Leta 529 je gepidski poveljnik Mundus odbil nov vdor Bolgarov in Antov. Kutriguri in Avari so večkrat vdrli v regijo, vse do leta 561–562, ko so bili Avari pod Bajanom I. naseljeni južno od Donave kot federati. Med vladavino Mavricija Tiberija so Dobrudžo opustošili Slovani in uničili mesta Dorostolon, Zaldapa in Tropaeum. Leta 591/593 je bizantinski vojskovodja Prisk poskušal ustaviti vdore, napadel in premagal Slovane pod Ardagastom na severu province. Leta 602 je med uporom bizantinske vojske na Balkanu pod vodstvom Fokasa velika množica Slovanov prečkala Donavo in se naselila južno od Donave. Dobrudža je ostala pod ohlapnim bizantinskim nadzorom in je bila med vladavino Konstantina IV. reorganizirana kot Thema Skitija.

### Prvo bolgarsko cesarstvo
Rezultati arheoloških raziskav kažejo, da se je bizantinska prisotnost na območju Dobrudže in obrežju Donave zmanjšala ob koncu 6. stoletja pod pritiskom obdobja preseljevanja ljudstev. V obalnih utrdbah na južnem bregu Donave je najnovejši najden bizantinski kovanec iz časa cesarjev Tiberija II. Konstantina (574–582) in Heraklija (610–641). Po tem obdobju so vsiljivci porušili vsa bizantinska mesta v notranjosti in jih zapustili.
Nekatera najzgodnejša slovanska naselja južno od Donave so bila odkrita v Dobrudži, blizu vasi Popina, Garvăn in Nova Černa. Datirali so jih v konec 6. in začetek 7. stoletja. Te dežele so konec 7. stoletja postale glavno območje strnjene naselitve Bolgarov.
Po mirovni pogodbi iz leta 681, podpisani po bolgarski zmagi nad Bizantinci v bitki pri Ongali, je Dobrudža postala del Prvega bolgarskega cesarstva. Kmalu zatem so Bolgari blizu južne meje Dobrudže ustanovili mesto Pliska, ki je postalo prva bolgarska prestolnica. Madaro so obnovili kot glavno bolgarsko pogansko versko središče. Po Bolgarski apokrifni kroniki je iz 11. stoletja bolgarski car Ispor »sprejel bolgarsko carstvo«, ustvaril »velika mesta, [[Silistra|Drastar]g na Donavi«, »veliko obzidje od Donave do morja«, »mesto Pliska« in »naselil deželo Karvuna« (danes Balčik).
Po mnenju bolgarskih zgodovinarjev je bila regija med 7. in 10. stoletjem utrjena z izgradnjo velike mreže zemeljskih in lesenih utrdb in obzidij. Okoli konca 8. stoletja se je začela vsesplošna gradnja novih kamnitih utrdb in obrambnih zidov. Bolgari so obnovili tudi nekatere porušene bizantinske trdnjave (Kaliakra in Silistra v 8. stoletju, Madara in Varna v 9. stoletju). Po mnenju Barnee, med drugimi zgodovinarji, so Bizantinci v naslednjih treh stoletjih bolgarske dominacije še vedno nadzorovali črnomorsko obalo in ustja Donave, za krajša obdobja pa celo nekatera mesta. Toda bolgarski arheologi ugotavljajo, da so zadnji najdeni bizantinski kovanci, ki veljajo za dokaz bizantinske prisotnosti, v Kaliakri iz časa cesarja Justina II. (565–578), v Varni iz časa cesarja Heraklija (610–578). 641) in v Tomisu iz časa vladavine Konstantina IV. (668–685).
V začetku 8. stoletja je Justinijan II. obiskal Dobrudžo, da bi bolgarskega kana Tervela prosil za vojaško pomoč. Khan Omurtag (815–831) je zgradil »slavno domovanje na Donavi« in postavil gomilo sredi razdalje med Plisko in svojo novo zgradbo, kot piše v njegovem napisu, ki ga hranijo v cerkvi sv. štiridesetih mučencev v Velikem Trnovem. Lokacija te stavbe ni jasna; glavne teorije ga postavljajo v Silistro ali v Păcuiul lui Soare. V Dobrudži so našli številne zgodnjesrednjeveške bolgarske kamnite napise, vključno z zgodovinskimi pripovedmi, popisi oborožitve ali stavb ter spominska besedila. V tem obdobju je Silistra postala pomembno bolgarsko cerkveno središče – episkopat po letu 865 in sedež bolgarskega patriarha ob koncu 10. stoletja. Leta 895 so madžarska plemena iz Budžaka vdrla v Dobrudžo in severovzhodno Bolgarijo. Star slovanski napis, najden v Mircea Vodă, omenja Župana Dimitrija (Дѣимитрѣ жѹпанѣ), lokalnega fevdalnega posestnika, ki je bil leta 943 ugleden na jugu regije.

### Vrnitev bizantinske oblasti in pozne selitve
S finančno spodbudo bizantinskega cesarja Nikeforja II. Fokasa je Svjatoslav I. Kijevski pristal na pomoč Bizantincem v vojni z Bolgari. Svjatoslav je porazil Bolgare (pod vodstvom Borisa II.) in nadaljeval z zasedbo celotne severne Bolgarije. Leta 968 je zasedel Dobrudžo in prestolnico Kijevske Rusije preselil v Perejaslavec na severu regije. Svjatoslav ni hotel predati svojih balkanskih osvajanj Bizantincem, zaradi česar sta se strani sprli. Tako so Bizantinci pod Ivanom I. Cimiskom leta 971 ponovno osvojili Dobrudžo in jo vključili v temo 'Zahodna Mezopotamija' (Μεσοποταμια της Δυσεον).
Po mnenju nekaterih zgodovinarjev je bil kmalu po letu 976 ali leta 986 južni del Dobrudže vključen v bolgarsko državo, ki ji je takrat vladal Samuel Bolgarski. Severni del je ostal pod bizantinsko oblastjo in je bil reorganiziran v avtonomno klimata. Drugi zgodovinarji so mnenja, da so Severno Dobrudžo ponovno osvojili tudi Bolgari. Leta 1000 je bizantinska vojska, ki ji je poveljeval Teodorokan, ponovno osvojila celotno Dobrudžo in regijo organizirala kot strategia Dorostolonsko in po letu 1020 kot Paristrion (Paradounavon).
Da bi preprečili napade s severa, so Bizantinci v 10.–11. stoletju zgradili tri obzidja od Črnega morja do Donave. Po mnenju bolgarskih arheologov in zgodovinarjev so bile te utrdbe morda zgrajene veliko prej in jih je postavilo Prvo bolgarsko cesarstvo kot odgovor na grožnjo hazarskih napadov.
Od 10. stoletja so Bizantinci sprejeli majhne skupine Pečenegov, ki so se naselili v Dobrudži. Spomladi leta 1036 je vdor Pečenegov opustošil velike dele regije, uničil utrdbi v Capidavi in Derventu ter požgal naselbino Dinogeţia. Leta 1046 so Bizantinci sprejeli Pečenege pod vodstvom Kegena, ki so se naselili v Paristrionu, kot federate. Pečenegi so dominirali v regiji do leta 1059, ko je Izak I. Komnen ponovno osvojil Dobrudžo.
Leta 1064 je regijo prizadel vdor Oguzov. Med letoma 1072 in 1074, ko je bil Nestor (novi strateg Paristriona) v Dristri, je ugotovil, da je vladar Pečenega Tatrij vodil upor. Leta 1091 so bili v Aleksiadi omenjeni trije avtonomni, verjetno pečeneški vladarji: Tatos (Τατοῦ) ali Chalis (χαλῆ), na območju Dristre (verjetno ista oseba kot Tatris) in Sestlav (Σεσθλάβου ) in Satza (Σατζά) na območju Vičine. Kumani so se preselili v Dobrudžo leta 1094 in bili v regiji vplivni do prihoda Osmanskega cesarstva.

### Drugo bolgarsko cesarstvo in mongolska prevlada
Leta 1187 so Bizantinci izgubili nadzor nad Dobrudžo, prevzelo jo je obnovljeno Bolgarsko cesarstvo. Leta 1241 so prve tatarske skupine pod Kadanom vdrle v Dobrudžo in s tem začele stoletno zgodovino pretresov v regiji. Okoli 1263–64 je bizantinski cesar Mihael VIII. Paleolog dovolil sultanu Kejkavusu II., da se naseli na tem območju s skupino Turkov Seldžukov iz Anatolije.[70] Misijonar derviš Sarı Saltuk je bil duhovni vodja te skupine. Njegov grob v Babadagu (ki je dobil ime po njem) je še vedno romarski kraj za muslimane. Arabske kronike 13. stoletja omenjajo Dobrudžo pod imenom Şakji, Vlaške prebivalce pa pod imenom al-Awalak in ulaqut.[74] Leta 1265 je bolgarski cesar Konstantin Tih Asen najel 20.000 Tatarov, da so prečkali Donavo in napadli bizantinsko Trakijo. Na poti nazaj so Tatari prisilili večino Seldžukov, vključno z njihovim poglavarjem Sarıjem Saltukom, da se preselijo v Kipčak (Kumanija).
V drugi polovici 13. stoletja je turško-mongolsko cesarstvo Zlate horde nenehno napadalo in plenilo po Dobrudži. Nezmožnost bolgarskih oblasti, da bi se soočile s številnimi vpadi, je postala glavni razlog za vstajo pod vodstvom Ivajla (1277–1280), ki je izbruhnila v vzhodni Bolgariji. Ivajlova vojska je premagala Tatare, ki so bili prisiljeni zapustiti bolgarsko ozemlje; nato je premagal vojsko Konstantina Tiha in se Ivajlo okronal za bolgarskega cesarja.
Vojna s Tatari se je nadaljevala. Leta 1278 se je bil Ivajlo po novem tatarskem vdoru v Dobrudži prisiljen umakniti v trdno trdnjavo Silistra, kjer je trpel trimesečno obleganje. Leta 1280 je bolgarsko plemstvo, ki se je balo vse večjega vpliva kmečkega cesarja, organiziralo državni udar. Ivajlo je moral pobegniti k svojemu sovražniku tatarskemu Nogaj kanu, ki ga je kasneje ubil. Leta 1300 je Tokta, novi kan Zlate Horde, Besarabijo prepustil cesarju Teodorju Svetoslavu.

### Avtonomna Dobrudža
Leta 1325 je ekumenski patriarh imenoval Metoda za metropolita Varne in Carvone. Po tem datumu se Balik/Balica omenja kot lokalni vladar v Južni Dobrudži. Leta 1346 je podprl Ivana V. Paleologa v njegovem sporu za bizantinski prestol z Ivanom VI. Kantakuzenom. Na pomoč materi Ivana Paleologa, Ani Savojski, je poslal vojaško enoto pod vodstvom svojega sina Dobrotice/Dobroticija in brata Teodorja. Za svoj pogum je Dobrotica prejel naziv stratega in se poročil s hčerko megaduksa Apokavka. Po spravi obeh pretendentov je izbruhnil ozemeljski spor med dobrudžansko politiko in Bizantinskim cesarstvom za pristanišče Midia. Leta 1347 je na zahtevo Ivana V. Paleologa emir Bahud-din Umur, beg iz Ajdına, vodil pomorsko ekspedicijo proti Baliku in uničil dobrudžaska pristanišča. Balik in Teodor sta med spopadom umrla, novi vladar pa je postal Dobrotica.
Med letoma 1352 in 1359 se je s propadom vladavine Zlate Horde v Severni Dobrudži pojavila nova država. Nadzoroval jo je tatarski princ Demetrij, ki je trdil, da je zaščitnik ustja reke Donave.
Leta 1357 je bil Dobrotica omenjen kot despot, ki je vladal velikemu ozemlju, vključno s trdnjavami Varna, Kozeakos (pri Obzorju) in Emona. Leta 1366 je Ivan V. Paleolog obiskal Rim in Budim ter poskušal pridobiti vojaško podporo za svoje pohode. Ob vrnitvi ga je v Vidinu ujel Ivan Aleksander, trnovski car, ki je verjel, da so nova zavezništva uperjena proti njegovemu kraljestvu. Protiosmanska križarska vojna pod vodstvom Amadeja VI. Savojskega, ki sta jo podpirali Beneška republika in Genovska republika, je bila preusmerjena v osvoboditev bizantinskega cesarja. Dobrotica je sodeloval s križarji in po tem, ko so zavezniki osvojili več bolgarskih utrdb ob Črnem morju, je Ivan Aleksander osvobodil Ivana in sklenil mirovni sporazum. Vloga Dobrotice v tem spopadu mu je prinesla številne politične prednosti: njegova hči se je poročila z enim od sinov Ivana V., Mihaelom, njegova kneževina pa je razširila svoj nadzor nad nekaterimi utrdbami, ki so jih izgubili Bolgari (Ančialos in Mesembria).
Leta 1368, po smrti princa Demetrija, so Dobrotico priznali za vladarja v Mangalii in drugih mestih na desnem bregu Donave. Leta 1369 je Dobrotica skupaj z Vladislavom I. Vlaškim pomagal princu Stracimirju, da je ponovno osvojil vidinski prestol.
Med letoma 1370 in 1375 je Dobricija v zavezništvu z Benetkami izzival genovsko moč v Črnem morju. Leta 1376 je poskušal vsiliti svojega zeta Mihaela za cesarja Trapezunda, a mu ni uspelo. Dobrotica je podpiral Ivana V. Paleologa proti njegovemu sinu Androniku IV. Paleologu. Leta 1379 je dobravska flota sodelovala pri blokadi Konstantinopla in se borila z genovsko floto.
Leta 1386 je Dobrotica umrl in nasledil ga je Ivanko. Istega leta je sprejel mirovni sporazum z Muratom I. in leta 1387 podpisal trgovsko pogodbo z Genovo. Ivanko je bil ubit leta 1388 med pohodom osmanskega velikega vezirja Çandarli Ali paše proti Trnovemu in Dristri. Ekspedicija je spravila večino dobrudžanskih utrdb pod turško oblast.

### Vlaška oblast
Leta 1388/1389 sta Dobrudža (Terrae Dobrodicii — kot je omenjeno v dokumentu iz leta 1390) in Dristra (Dârstor) prišli pod nadzor Mircea Starejšega, vladarja Vlaške, ki je porazil osmanskega velikega vezirja.
Osmanski sultan Bajazid I. je leta 1393 osvojil južni del ozemlja, eno leto pozneje je napadel Mircea, a brez uspeha. Spomladi 1395 je Mircea s pomočjo svojih madžarskih zaveznikov ponovno pridobil izgubljena dobrudžanska ozemlja.
Osmani so ponovno zavzeli Dobrudžo leta 1397 in ji vladali do leta 1404, čeprav je leta 1401 Mircea močno porazil osmansko vojsko.
Poraz sultana Bajezida I. s strani Timur Lenka pri Ankari leta 1402 je začel obdobje anarhije v Osmanskem cesarstvu. Mircea je to izkoristil za organizacijo novega protiosmanskega pohoda: leta 1403 je zasedel genovsko utrdbo Kilia ob izlivu Donave. Tako je leta 1404 lahko uveljavil svojo oblast v Dobrudži. Leta 1416 je Mircea podprl upor proti sultanu Mehmedu I., ki ga je vodil šejk Bedreddin na območju Deliormana v južni Dobrudži.
Potem ko je Mircea umrl leta 1418, se je njegov sin Mihail I. boril proti okrepljenim osmanskim napadom in bil nazadnje ubit v bitki leta 1420. Tistega leta je sultan Mehmed I. izvedel dokončno osvojitev Dobrudže s strani Turkov. Vlaška je obdržala le ustja Donave, vendar ne za dolgo časa.
V poznem 14. stoletju je nemški popotnik Johann Schiltberger te dežele opisal takole:
Bil sem v treh regijah in vse tri so se imenovale Bolgarija. ... Tretja Bolgarija je tam, kjer se Donava izliva v morje. Njeno glavno mesto se imenuje Kaliakra.

### Osmanska vladavina
Regija, ki jo je leta 1420 priključilo Osmansko cesarstvo, je ostala pod osmanskim nadzorom do konca 19. stoletja. Sprva je bila organizirana kot udj (obmejna provinca), vključena v sandžak Silistra, del ejaleta Rumelije. Kasneje, pod Muratom II. ali Sulejmanom I., so sandžak Silistra in okoliška ozemlja organizirali kot ločen ejalet. Leta 1555 je izbruhnil upor, ki ga je vodil »lažni« (düzme) Mustafa, pretendent na turški prestol, proti osmanski upravi v Rumeliji in se hitro razširil v Dobrudžo, vendar ga je zatrl beilerbej Nigbolu. V letih 1603 in 1612 je regija trpela zaradi napadov kozakov, ki so požgali Isaķči in oplenili Meeresdje.
Ruski imperij je med rusko-turškimi vojnami večkrat okupiral Dobrudžo – v letih 1771–1774, 1790–1791, 1809–1810, 1829 in 1853. Najbolj nasilna je bila tista iz leta 1829, ki je povzročila izpraznitev številnih vasi in mest. Adrianopelska pogodba iz leta 1829 je delto Donave predala Ruskemu imperiju. Vendar ga je bila Rusija leta 1856 po krimski vojni prisiljena vrniti Osmanom. Leta 1864 je bila Dobrudža vključena v Vilajet Donava.

### Rusko-turška vojna leta 1878 in posledice
Po vojni leta 1878 je Sanstefanski sporazum Dobrudžo dodelila Rusiji in novoustanovljeni Kneževini Bolgariji. Severni del, ki ga je imela Rusija, je bil prepuščen Romuniji v zameno za to, da je Rusija pridobila ozemlja v južni Besarabiji in si tako zagotovila neposreden dostop do ustja Donave. Prebivalstvo je vključevalo bolgarsko etnično enklavo na severovzhodu (okoli Babadaga), pa tudi pomembno muslimansko večino (večinoma Turke in Tatare), raztreseno po regiji.
Južni del, ki ga je imela Bolgarija, je bil istega leta zmanjšan z Berlinskim sporazumom. Po nasvetu francoskega odposlanca je bil del zemlje, ki se je razširil v notranjost od pristanišča Mangalia (na zemljevidu prikazan oranžno), odstopljen Romuniji, saj je njen jugozahodni del vseboval strnjeno območje etničnih Romunov. Mesto Silistra, ki leži na skrajnem jugozahodu območja, je ostalo bolgarsko zaradi velikega števila bolgarskega prebivalstva. Romunija je pozneje poskušala zasesti tudi mesto, vendar je leta 1879 nova mednarodna komisija Romuniji dovolila zasedbo samo utrdbe Arab Tabia, ki je gledala na Silistro, ne pa tudi mesta samega.
Na začetku rusko-turške vojne 1877–1878 so večino prebivalstva Dobrudže sestavljali etnični Tatari in Turki, manjšini pa so bili Romuni in Bolgari. Med vojno je bil velik del muslimanskega prebivalstva evakuiran v Bolgarijo in Turčijo. Po letu 1878 je romunska vlada spodbujala Romune iz drugih regij, da so se naselili v Severni Dobrudži in sprejela vrnitev nekaj muslimanskega prebivalstva, razseljenega zaradi vojne.
Po navedbah bolgarskih zgodovinarjev so romunske cerkvene oblasti po letu 1878 prevzele nadzor nad vsemi krajevnimi cerkvami, z izjemo dveh v mestih Tulcea in Constanţa, ki jima je uspelo ohraniti uporabo bolgarske slovanske liturgije. Med letoma 1879 in 1900 so Bolgari v Severni Dobrudži zgradili 15 novih cerkva. Po letu 1880 so se Italijani iz Furlanije in Veneta naselili v Greci, Cataloi in Măcin v Severni Dobrudži. Večina jih je delala v granitnih kamnolomih v gorovju Măcin, medtem ko so nekateri postali kmetje. Bolgarske oblasti so spodbujale naseljevanje etničnih Bolgarov na ozemlju Južne Dobrudže.

### Balkanske vojne in prva svetovna vojna
Maja 1913 so velike sile na konferenci v Sankt Peterburgu Silistro in območje v polmeru 3 km okoli njega podelile Romuniji. Avgusta 1913, po drugi balkanski vojni, je Bolgarija izgubila Južno Dobrudžo (Cadrilater) v korist Romunije (glej Bukareštansko pogodbo, 1913). Z vstopom Romunije v prvo svetovno vojno na strani Francije in Rusije so centralne sile okupirale celotno Dobrudžo in dale Cadrilater ter južni del Severne Dobrudže Bolgariji v Bukareštanski pogodbi leta 1918. To stanje je trajalo za kratek čas. Ko so zavezniške sile ob koncu vojne zmagale, je Romunija po pogodbi iz Neuillyja leta 1919 ponovno pridobila izgubljena ozemlja. Med letoma 1926 in 1938 je bilo približno 30.000 Aromunov iz Bolgarije, Makedonije in Grčije preseljenih v Južno Dobrudžo. V regijo so se izselili tudi nekateri Megleno-Romuni.
Leta 1923 je bila ustanovljena Notranja Dobrudžanska revolucionarna organizacija (IDRO), bolgarska nacionalistična organizacija. Odredi IDRO, ki so v različnih oblikah do leta 1940 delovali v južni Dobrudži, so se borili proti razširjenemu razbojništvu v regiji, pa tudi proti romunski upravi. Čeprav so jo romunske oblasti obravnavale kot »teroristično organizacijo«, so etnični Bolgari IDRO imeli za osvobodilno gibanje. Leta 1925 je del bolgarskih revolucionarnih komitejev ustanovil Dobrudžansko revolucionarno organizacijo (DRO), ki je kasneje postala podrejena Komunistični partiji Romunije. V nasprotju z IDRO, ki se je borila za vključitev regije v bolgarsko državo, je DRO zahtevala neodvisnost Dobrudže in njeno vključitev v predvideno Federativno republiko Balkan. Tudi sredstva, ki jih je DRO uporabljala za dosego svojih ciljev, so bila bolj miroljubna.

### Druga svetovna vojna in posledice
Med drugo svetovno vojno je Bolgarija ponovno pridobila Južno Dobrudžo septembra 1940 s Craiovsko pogodbo, ki so jo sponzorirale osi, kljub vztrajanju romunskih pogajalcev, da morajo Balčik in druga mesta ostati v Romuniji. Kot del pogodbe so bili romunski prebivalci (Aromunski in meglensko-romunski begunci-naseljenci, naseljenci iz drugih regij Romunije in Romuni, avtohtoni v regiji) prisiljeni zapustiti ponovno pridobljeno ozemlje, medtem ko je bila bolgarska manjšina na severu izgnana, da bi šla v Bolgarijo na izmenjavo prebivalstva. Povojne pariške mirovne pogodbe iz leta 1947 so ponovno potrdile mejo iz leta 1940.
Leta 1948 in ponovno v letih 1961–62 je Bolgarija predlagala popravek meje na območju Silistre, ki je obsegal predvsem prenos romunskega ozemlja, ki vsebuje vodni vir tega mesta. Romunija je podala alternativni predlog, ki ni vključeval ozemeljske spremembe in na koncu ni prišlo do popravka.
V Romuniji je 14. november praznik, ki ga obeležujejo kot dan Dobrudže.

## Območje, prebivalstvo in mesta
Celotna regija Dobrudža ima površino okoli 23.100 km² in ima približno 1,2 milijona prebivalcev, od tega nekaj več kot dve tretjini prvotnih in skoraj tri četrtine drugih v romunskem delu.
Večja mesta so Konstanca, Tulcea, Medgidia in Mangalia v Romuniji ter Dobrič in Silistra v Bolgariji.